# Yuka Satō
Yuka Satō, po mężu Dungjen (jap. 佐藤 有香 Satō Yuka; ur. 14 lutego 1973 w Tokio) – japońska łyżwiarka figurowa, startująca w konkurencji solistek. Dwukrotna uczestniczka igrzysk olimpijskich – w Albertville (1992) i Lillehammer (1994), mistrzyni świata (1994), mistrzyni świata juniorów (1990) oraz dwukrotna mistrzyni Japonii (1993, 1994). 
Po zakończeniu kariery amatorskiej w 1994 roku przez kilka lat brała udział w rewiach łyżwiarskich m.in. Stars on Ice, gdzie występowała również w parach sportowych z Jasonem Dungjenem. Następnie rozpoczęła pracę komentatorki sportowej m.in. dla NHK podczas Zimowych Igrzysk Olimpijskich 2006 w Turynie. Oprócz tego zajęła się pracą choreografa i trenera łyżwiarstwa w Detroit Skating Club w Bloomfield Hills. Do jej uczniów należeli m.in. Jeremy Abbott, Alissa Czisny (2010–2014), Valentina Marchei (2011–2014), zaś programy układała dla m.in. Takahiko Kozuki.
Rodzice Satō byli łyżwiarzami figurowymi, a następnie obydwoje zostali trenerami łyżwiarstwa. Jej ojciec Nobuo Satō brał udział w igrzyskach olimpijskich 1960 i 1964, zaś matka Kumiko Okawa wystąpiła na nich w 1964 i 1968 roku.
W 1999 roku poślubiła amerykańskiego łyżwiarza figurowego Jasona Dungjena, który występował w parach sportowych.

## Osiągnięcia
| Zawody                                | 87–88          | 88–89          | 89–90          | 90–91          | 91–92          | 92–93          | 93–94          |                |                |                |                |                |                |                |                |                |                |
| Międzynarodowe                        | Międzynarodowe | Międzynarodowe | Międzynarodowe | Międzynarodowe | Międzynarodowe | Międzynarodowe | Międzynarodowe | Międzynarodowe | Międzynarodowe | Międzynarodowe | Międzynarodowe | Międzynarodowe | Międzynarodowe | Międzynarodowe | Międzynarodowe | Międzynarodowe | Międzynarodowe |
| ------------------------------------- | -------------- | -------------- | -------------- | -------------- | -------------- | -------------- | -------------- | -------------- | -------------- | -------------- | -------------- | -------------- | -------------- | -------------- | -------------- | -------------- | -------------- |
| Igrzyska olimpijskie                  |                |                |                |                | 7              |                | 5              |                |                |                |                |                |                |                |                |                |                |
| Mistrzostwa świata                    |                |                | 14             |                | 8              | 4              | 1              |                |                |                |                |                |                |                |                |                |                |
| Nations Cup                           |                |                |                | 5              |                |                |                |                |                |                |                |                |                |                |                |                |                |
| NHK Trophy                            |                |                |                | 5              |                | 3              | 2              |                |                |                |                |                |                |                |                |                |                |
| Prague Skate                          |                |                |                |                |                | 1              |                |                |                |                |                |                |                |                |                |                |                |
| Piruetten                             |                |                |                |                |                |                | 6              |                |                |                |                |                |                |                |                |                |                |
| Skate America                         |                |                |                |                |                | 1              |                |                |                |                |                |                |                |                |                |                |                |
| Skate Canada International            |                |                |                | 4              | 7              |                |                |                |                |                |                |                |                |                |                |                |                |
| Międzynarodowe: Kategorie młodzieżowe |                |                |                |                |                |                |                |                |                |                |                |                |                |                |                |                |                |
| Mistrzostwa świata juniorów           |                | 10             | 1              |                |                |                |                |                |                |                |                |                |                |                |                |                |                |
| Krajowe                               |                |                |                |                |                |                |                |                |                |                |                |                |                |                |                |                |                |
| Mistrzostwa Japonii                   | 3              | 3              | 2              |                | 2              | 1              | 1              |                |                |                |                |                |                |                |                |                |                |
| Mistrzostwa Japonii juniorów          |                | 1              | 1              |                |                |                |                |                |                |                |                |                |                |                |                |                |                |